# Cnemidocarpa pedata
Cnemidocarpa pedata är en sjöpungsart som först beskrevs av William Abbott Herdman 1899.  Cnemidocarpa pedata ingår i släktet Cnemidocarpa och familjen Styelidae. Inga underarter finns listade i Catalogue of Life.